# Antipapa Heracli
Heracli va ser un religiós cristià romà documentat a inicis del segle iv. Va ser opositor de la política del papa Eusebi sobre l'admissió dels apòstates, que de fet seguia la tradicional, i volia que se'ls permetés tornar a la comunitat cristiana sense haver de realitzar cap mena de penitència. Hom ha considera Heracli un antipapa, però és probable que fos un sacerdot o diaca influent a la comunitat romana amb possibilitat per convertir-se en un líder opositor dins de les faccions en què estava dividida l'església en aquell moment.
L'únic testimoni que hi ha de l'existència d'Heracli és una inscripció en honor del papa Eusebi manada fer pel papa Damas I i gravada potser per Furi Dionisi Filòcal. L'epígraf original va ser destruït durant els atacs dels pobles bàrbars a Roma, però se'n feu una còpia en pedra reutilitzant la part posterior d'una inscripció dedicada a Caracalla el 214. La data en què va ser realitzada és desconeguda, De Rossi creu va ser realitzada en època del papa Vigili i A. Ferrua vers el 592 o 593. El text, després, també va ser transcrit i inclòs en diverses antologies. L'epígraf va ser col·locat, com ho havia estat l'original, al cubicle d'Eusebi de la cripta de la catacumba de Calixt. De fet el que es coneix avui és reconstruït a partir del descobriment contemporani de la inscripció durant una excavació. Malgrat la seva brevetat, es pot reconstruir parcialment la situació de la ciutat de Roma després de l'exili i la mort del papa Marcel I, exiliat pel tirà Maxenci perquè la comunitat cristiana romana estava dividida i barallada, però tot i el seu exili els cristians van continuar dividits en faccions oposades.
L'època d'Heracli es veié marcada per la persecució de Dioclecià, la darrera i potser més cruel persecució contra els cristians romans. La ciutat de Roma que en aquests anys està 
controlada per Maximià, que sembla que no va afectar en gran manera als clergues de la ciutat, encara que sí que és possible que s'espoliessin els seus béns. El clima de tranquil·litat a la ciutat contrasta amb el de la mateixa Església, perquè apareix un nou problema: l'augment dels apòstates, que protegint-se de la persecució havien obeït els edictes per garantir la seva seguretat i la seva vida. A l'església romana apareixen diverses faccions, per una banda la facció dels apòstates, que voldrà tornar a estar en comunió amb la resta de cristians, enfrontada amb la facció més rigorista, encapçalada pel papa Marcel I. No obstant això, malgrat formar part del sector rigorós, Marcel tingué probablement una posició intermèdia, perquè de fet ell acceptava que poguessin tornar, però, d'altra banda, creia necessària la demanda d'una forta penitència adequada a un acte tan greu com l'apostasia. La discussió desembocà en una sèrie d'aldarulls i lluites als carrers de Roma, que va provocar el desterrament de Marcel, morint a l'exili el 16 de gener de 308.
Pocs mesos després de la mort de Marcel va ser escollit Eusebi. Es desconeix l'any exacte, fou entre el 308 i el 309. El nou pontífex s'oposà a Heracli per la disciplina penitencial, de fet, hauria sigut el cap de la facció dels que pretenien l'admissió dels cristians que havien apostatat durant la persecució de Dioclecià per protegir les seves vides i coneguts com a lapsi. Heracli volia la immediata reconciliació i reintegració d'aquests a la comunitat cristiana sense penitència. Aquesta és la teoria més acceptada sobre Heracli, tot i que hi ha una altra que diu que potser ell era el més rigorós pel que fa a la interpretació de la llei sagrada. Així mateix, altres diuen que el mateix Heracli podia haver estat un apòstata que volia tornar al culte cristià i liderava la facció dels lapsi pressionant i intentant obligar per la força a la readmissió dels apòstates sense realitzar cap mena de penitència, lluny del que proposava Eusebi.
Aquesta facció hauria sigut molt nombrosa, tant la de Roma com en altres ciutats on passava el mateix, i van demostrar una oposició ferotge en el si de la comunitat romana. No obstant això, Eusebi va seguir la pràctica tradicional dels seus predecessors, on es dictava que es requeria una període de penitència per després realitzar un acte de reconciliació litúrgica per mitjà del bisbe. La divisió entre faccions va ser tan forta que va provocar grans disturbis a la ciutat, i fins i tot assassinats. Foren tan sonats els esdeveniments que Maxenci va haver d'actuar, condemnà a l'exili a Eusebi i a Heracli, una acció que no era un acte de persecució envers els cristians sinó un intent de retornar l'ordre a Roma i a l'església dels cristians. Se sap que Eusebi va ser desterrat a Sicília, però d'Heracli es perd el rastre després del seu exili.